# Panayotis Potagos
Panayotis Potagos (Vytina, 1838 – Nymphes, Corfú, 1903) fue un médico y explorador griego. 

## Biografía
Estudio en la Facultad de Medicina de la Universidad de Atenas y ejerció la profesión médica durante algunos meses en Vytina, Stemnitsa, lugar de origen de su  madre, y Salónica. Continuó sus estudios en París, donde se distinguió en la lucha contra el cólera y fue muy respetado por sus colegas. 
Entre 1867 y 1882, Panagiotis Potagos realizó dos importantes viajes exploratorios, uno al Asia Central y otro al África Central. Potagos comenzó sus viajes en 1867, visitando Irak, Irán, Afganistán, el desierto de Gobi, y la India.
Llegó a Egipto en 1876, descendiendo el río Nilo hasta el sur de Sudán y luego cruzó la divisora Congo-Nilo, en la cuenca del río Congo, y finalmente llegó al río Uele en 1877. Descubrió para la ciencia europea el río Bomu, en la República Centroafricana. Estuvo patrocinado por el gobierno francés, la Sociedad Geográfica de París y el rey Leopoldo II de Bélgica, quien dio su nombre a una avenida de la ciudad de Isiro, en el Congo Belga. 
Potagos logró publicar solamente el primer volumen de la descripción sus viajes, en el que se recogen aspectos geográficos y etnológicos, en particular en lo que respecta a las supervivencias helenísticas en Afganistán. El manuscrito del segundo volumen, de contenido principalmente etnológico, nunca se publicó y lamentablemente se perdió, ya que fue destruido por los herederos de Potagos.